# Georg Klein (dokumentärfilm)
Georg Klein är en svensk dokumentärfilm av Ulf von Strauss. Filmen spelades in med läkaren och cancerforskaren Georg Klein under två år för Sveriges Television, där den sändes första gången den 2 november 2003. 
I filmen berättar Georg Klein om sitt liv och tar upp några av sina filosofiska favoritteman. Filmen är komponerad så att man får en glimt av en av vår tids stora tänkares tankevärld:
Vem är den sjunde djävulen? Vad tänkte du när du gått igenom Kottlasjöns is och var på väg att drunkna? Avgrunden inom dig, vilken är den? Vad är det judiska? Hur kunde några diktrader hjälpa dig att överleva lägermarschen? Finns Gud? Vad är kreativitet? Är du beredd att dö? Vilken är den vackraste tanken någon någonsin tänkt?
I filmen medverkar också Georgs hustru Eva, forskarkollega och livskamrat sedan tonårstiden.